# Hahnaman Township
Die Hahnaman Township ist eine von 22 Townships im Whiteside County im Nordwesten des US-amerikanischen Bundesstaates Illinois. Im Jahr 2010 hatte die Hahnaman Township 399 Einwohner.

## Geografie
Die Hahnaman Township liegt im Nordwesten von Illinois, rund 50 km östlich des Mississippi, der die Grenze zu Iowa bildet. Die Grenze zu Wisconsin befindet sich rund 100 km nördlich.
Die Hahnaman Township liegt auf 41°37′40″ nördlicher Breite und 89°41′20″ westlicher Länge und erstreckt sich über 92,71 km². Im Südosten wird die Township vom Green River durchflossen.
Die Hahnaman Township liegt im äußersten Südosten des Whiteside County und grenzt südlich an das Bureau sowie östlich an das Lee County. Innerhalb des Whiteside County grenzt die Hahnaman Township im Westen an die Tampico Township, im Nordwesten an die Hume Township sowie im Norden an die Montmorency Township.

## Verkehr
In Nord-Süd-Richtung führt die Illinois State Route 40 durch die Township. Alle weiteren Straßen sind County Roads oder weiter untergeordnete und zum Teil unbefestigte Fahrwege.
Durch den Südosten der Hahnaman Township führt eine Eisenbahnlinie der Union Pacific Railroad.
Mit dem Whiteside County Airport befindet sich ein kleiner Flugplatz rund 10 km nördlich der Hahnaman Township. Die nächstgelegenen größeren Flughäfen sind der rund 100 km nordöstlich gelegene Chicago Rockford International Airport und der rund 80 km südwestlich gelegene Quad City International Airport.

## Demografische Daten
Nach der Volkszählung im Jahr 2010 lebten in der Hahnaman Township 399 Menschen in 137 Haushalten. Die Bevölkerungsdichte betrug 4,3 Einwohner pro Quadratkilometer. In den 137 Haushalten lebten statistisch je 2,91 Personen.
Ethnisch betrachtet setzte sich die Bevölkerung zusammen aus 93,7 Prozent Weißen, 0,5 Prozent Afroamerikanern, 0,3 Prozent amerikanischen Ureinwohnern, 0,3 Prozent Asiaten sowie 2,8 Prozent aus anderen ethnischen Gruppen; 2,3 Prozent stammten von zwei oder mehr Ethnien ab. Unabhängig von der ethnischen Zugehörigkeit waren 4,8 Prozent der Bevölkerung spanischer oder lateinamerikanischer Abstammung.
30,1 Prozent der Bevölkerung waren unter 18 Jahre alt, 57,4 Prozent waren zwischen 18 und 64 und 12,5 Prozent waren 65 Jahre oder älter. 52,4 Prozent der Bevölkerung war weiblich.
Das mittlere jährliche Einkommen eines Haushalts lag bei 64.087 USD. Das Pro-Kopf-Einkommen betrug 18.703 USD. 6,7 Prozent der Einwohner lebten unterhalb der Armutsgrenze.

## Orte
Neben Streubesiedlung existieren in der Hahnaman Township zwei Siedlungen:
- Deer Grove (Village)
- Hahnaman (Unincorporated Community)